# بلوفیلد
بلوفیلد (به انگلیسی: Blofield) یک روستا و محله مدنی در بریتانیا است که در نورفک واقع شده‌است. بلوفیلد ۹٫۴۱ کیلومتر مربع مساحت و ۳٬۳۱۶ نفر جمعیت دارد.